# 長瀧寺
長瀧寺（ちょうりゅうじ）は、岐阜県郡上市白鳥町にある天台宗の寺院。山号は白山。本尊は釈迦三尊。往時は”白山中宮長瀧寺”とよばれ、白山信仰における美濃禅定道の拠点（美濃馬場）であった。

## 概要
明治維新以前は白山中宮長瀧寺（はくさんちゅうぐうながたきでら）と称したが、明治時代の神仏分離により、長滝白山神社と長瀧寺に分離された。神仏分離後も長滝白山神社と長瀧寺は同一境内にあり、参道も同じである（参道から左側が長瀧寺、右側が長滝白山神社）。
明治期には火災に見舞われ一部の宝物を失うが、現在も長滝白山神社と共に白山信仰に関わる国・県・市指定の多数の文化財を伝えている。

## 歴史
養老2年（718年）勅命により泰澄が法相宗の寺院として創建したと伝えられ、天長5年（828年）天台宗に改められたという。
古くから白山信仰と深いかかわりがあり、郡上郡一円に大きな宗教的勢力として君臨していた。最盛期の鎌倉時代には六谷六院、神社三十余りと三百六十坊が存在したといわれる。
宝徳2年（1450年）には比叡山延暦寺西塔院南尾一切経蔵院の末寺となる。
戦国時代になると浄土真宗の勢力が郡上に浸透し、坊院の多くが浄土真宗本願寺派に改宗したほか、朝倉氏が郡上に侵攻した際に略奪を受けて勢力を失った。
江戸時代にも郡上藩主の井上氏に寺領を没収され、浜松二諦坊により白山牛王の発給権を失い、白山別当職を越前平泉寺に奪われて衰退する。
文政8年（1825年）、老朽化した大講堂の再建が成った。大講堂は間口18間（約33ｍ）、奥行き14間（約25ｍ）と巨大で、郡上に過ぎたは長瀧講堂と謳われていた。
慶応4年（明治元年、1868年）、神仏分離令により、長滝白山神社と長瀧寺に分離した。白山本地中宮長瀧寺の建物のうち、白山三社、拝殿は長滝白山神社となり、大講堂、薬師堂、弁天堂、鐘楼、経蔵などは長瀧寺となる。
明治32年（1899年）に火災で堂宇を焼失し宝物の一部を失った。現在の建物は昭和時代の再建である。

## 子院

### 【 阿名院（あみょういん）】
阿弥陀三尊を本尊とする。長滝白山神社の別当寺。前身は花蔵院といい真言宗の山伏寺であったが、長禄年間に廃絶した。その跡に経聞坊の道雅が享禄2年（1529年）に再興し阿名院と称した。後に郡上の領主となった遠藤氏から20石の寺領を得ている。長滝の延年で知られる白山長滝神社の六日祭において飾られる花笠は阿名院で作られる。数多くの岐阜県指定文化財を所蔵する。

### 【 経聞坊（きょうまんぼう）】
阿弥陀如来を本尊とする。養老3年（719年）に長滝寺に近い民家から絶えず経文が聞こえたため、坊院として加えたと伝わる。寺号はその故事に因んでいる。宝徳2年（1450年）、白川郷の領主である内ヶ島氏の一族が住持を務めたと伝わる。寛永2年（1625年）に郡上藩主の遠藤氏から200石の寺領を与えられるなど篤く保護されたが、後に井上氏によって寺領を没収されている。神仏分離以前は長滝白山神社の社僧であった。

### 【 宝幢坊（ほうどうぼう）】
聖観音菩薩を本尊とする。もとは養老年間に泰澄が成就院として開いたが、天文2年（1533年）に法灯が途絶えた。その後、永禄2年（1559年）に阿名院道雅の法弟:良静により中興、改称される。神仏分離以前は長滝白山神社の社僧であった。

## 文化財（長瀧寺所有）
一部は白山瀧宝殿・白山文化博物館で保管公開されている。

### 重要文化財（国指定）

#### 彫刻
- 木造釈迦如来及両脇侍像[1] 鎌倉時代後期（御本尊）
- 木造四天王立像[2] 鎌倉時代後期
- 木造韋駄天立像[3] 南宋時代
- 木造善財童子立像[3] 南宋時代

#### 典籍
- 宋版一切経 3754帖[4][5] 南宋時代

### 岐阜県指定文化財

#### 彫刻
- 木造地蔵菩薩立像[6] 鎌倉時代後期
- 木造沙弥行兼坐像[7] 鎌倉時代後期

#### 工芸品
- 牛皮華鬘[8] 鎌倉時代後期
- 金銅華鬘[9] 鎌倉時代後期・江戸時代
- 経机 附:版本法華経[10] 江戸時代（元和2年）

#### 古文書
- 荘厳講執事帳[11]  宝冶2年（1248年）〜慶応4年（1868年）

### 郡上市指定文化財

#### 彫刻
- 木造泰澄大師坐像（江戸時代）
- 木造不動明王立像（江戸時代）
- 木造大黒天立像（江戸時代）
- 木造馬鳴菩薩像及び六眷属像（江戸時代）

#### 工芸品
- 銅造鰐口　室町時代（永享3年（1431年））
- 銅造十一面観音菩薩 懸仏（室町時代後期）
- 木造独鈷

#### 絵画
- 絹本著色釈迦三尊像 （豪潮筆）
- 絹本著色十六羅漢図 （豪潮筆）
- 紙本淡彩泰澄大師像 （亮阿筆）
- 紙本淡彩五百羅漢図

#### 典籍
- 長瀧寺の別函南宋典籍 他1件

#### 古文書
- 延暦寺政所下文 他1件

#### 建造物
- 宝篋印塔

## 文化財（子院所有）
一部は白山瀧宝殿・白山文化博物館で保管公開されている。
※阿名院が所蔵する県・市指定文化財の【絵画】は、かつて長瀧寺（大講堂）に安置されていた物も含まれており明治32年（1899年）の火災の際に運び出されて以降、長瀧寺の子院である阿名院で管理するようになった経緯がある。

### 岐阜県指定文化財

#### 彫刻
- 木造阿弥陀如来立像[12] 鎌倉時代後期
- 木造観世音菩薩立像[13] 鎌倉時代後期
- 木造大勢至菩薩立像[14] 鎌倉時代後期

#### 絵画
- 絹本著色泰澄大師像[15] 南北朝時代
- 絹本著色阿弥陀如来像[16] 鎌倉時代後期
- 絹本著色涅槃図[17] 鎌倉時代後期
- 絹本著色二尊観音像[18]  李朝時代（室町時代中期）
- 絹本著色十三尊仏像[19] 室町時代後期
- 絹本著色道雅法印像[20] 室町時代後期
- 絹本著色弘法大師像[21] 南北朝時代
- 絹本著色青不動像[22] 鎌倉時代後期
- 絹本著色不動明王像[23] 室町時代
- 絹本著色不動明王像坐像[24] 南北朝時代
- 絹本著色荒神像[25] 室町時代後期
- 絹本著色如来荒神像[26] 室町時代後期
- 絹本著色八面荒神立像[27] 室町時代中期〜後期
- 絹本著色愛染明王立像[28] 室町時代中期
- 絹本著色十二天像[29] 室町時代中期
- 絹本著色歓喜天像[30] 室町時代後期
- 絹本著色八尊勝王像[31] 室町時代後期
- 絹本著色仏眼曼荼羅図[32] 室町時代後期
- 絹本著色日吉山王曼荼羅図[33] 室町時代後期

### 郡上市指定文化財

#### 彫刻
- 木造不動三尊像（室町時代後期）
- 木造地蔵菩薩半跏像（室町時代後期）
- 木造阿弥陀如来立像（江戸時代）
- 木造十王像（16躯)（江戸時代）
- 銅造阿弥陀如来像（鎌倉時代前期）
- 銅造十一面観音菩薩像（室町時代）

#### 絵画
- 絹本著色不動明王像（鎌倉時代後期）
- 絹本著色十一面観世音菩薩坐像（江戸時代）
- 絹本著色薬師十二神将像（江戸時代）
- 絹本著色千手観音二十八部衆像（江戸時代）
- 絹本著色地蔵菩薩二天像（江戸時代）
- 絹本著色三十番神像（江戸時代）
- 絹本淡彩釈迦三尊像（江戸時代）
- 絹本淡彩阿弥陀来迎図（江戸時代）

#### 工芸品
- 膳具（安土桃山時代）織田信長公：寄進
- 軍配（安土桃山時代）織田信長公：寄進

## 所在地
- 岐阜県郡上市白鳥町長滝大門92

## アクセス
- 白山長滝駅（長良川鉄道越美南線）

## その他
寺号の長瀧とは白山中宮として創建した泰澄が、夢の中で女神から霊泉があるとのお告げを受け、山中に入り見つけた滝（阿弥陀ケ滝）に由来している。白山の美濃馬場（登拝拠点）であり、白山禅定道の三馬場（長滝白山神社、平泉寺白山神社、白山比咩神社）のひとつ。